# Eddy Labatut
Edmond "Eddy" Labatut est un footballeur français né le 2 février 1933 à Rochechouart et mort le 2 janvier 1999 à Bormes-les-Mimosas. Il évoluait au poste de gardien de but.

## Biographie
Eddy Labatut joue à l'AS Monaco de 1955 à 1959. Cantonné à un rôle de remplaçant, il officie dans l'ombre de l'Algérien Abderrahmane Boubekeur, de l'Italien Henri Alberto et de Yvan Garofalo.
Avec l'ASM, il dispute un total de 15 matchs en première division.
Il joue également pour le Sporting Club de Toulon lors de la saison 1959-1960, durant laquelle le club est relégué en D2. Là aussi il est très peu utilisé, et ne prend part qu'à une seule rencontre de championnat sur les 38 journées, étant le 3e gardien du club derrière le titulaire Joseph Moreira (31 matchs) et le remplaçant Marcel Duval (6 matchs).